# 国家重建阵线
國家重建陣線（法語：Front pour la Reconstruction Nationale，简称：FRN）是海地的一個政黨，成立於2005年，在2006年2月7日的海地總統選舉中，國家重建陣線所推出的候選人居伊·菲利普得到了1.97%的選票，最終落選。在同年舉行的海地眾議院選舉中，該黨贏得99個席位中的1位。